# Peripsocus minimus
Peripsocus minimus är en insektsart som beskrevs av Edward L. Mockford 1971. Peripsocus minimus ingår i släktet Peripsocus och familjen sorgstövsländor. Inga underarter finns listade i Catalogue of Life.